# Sander Puri
Sander Puri (ur. 7 maja 1988 w Tartu) – estoński piłkarz, grający na pozycji pomocnika.

## Kariera klubowa
Sander Puri piłkarską karierę rozpoczynał w SK 10 Tartu, w którym w sezonie 2004 rozegrał 18 meczów i strzelił w nich dwanaście goli. W 2005 roku Estończyk trafił do Levadii Tallinn, w której barwach zadebiutował w Meistriliiga. Wraz z nią sięgnął po puchar kraju oraz dwa mistrzostwa. W sezonie 2006/2007 po raz pierwszy zagrał w europejskich pucharach. Wystąpił w dwumeczu z angielskim Newcastle United – w pierwszym spotkaniu pojawił się na boisku w 71. minucie za Mariusa Dovydenasa, w drugim również zmienił tego zawodnika. Latem 2007 roku Puri, który nie mieścił się w podstawowym składzie i częściej występował w rezerwach, został wypożyczony do Tulevik Viljandi. W nowym zespole szybko wywalczył miejsce w pierwszej jedenastce i rozegrał czternaście meczów.
Po powrocie do Levadii Puri stał się jej podstawowym graczem. Z klubem wywalczył kolejne dwa mistrzostwa Estonii, a przez dwa sezony strzelił ponad 20 goli. W sezonie 2009/2010 wraz z drużyną walczył o awans do Ligi Mistrzów, a następnie do Ligi Europy. W spotkaniu kwalifikacyjnym z tureckim Galatasaray SK zagrał tylko 20. minut, ponieważ doznał kontuzji. W grudniu 2009 roku podpisał pięcioletni kontrakt z grecką Larisą. Wcześniej trenował z Celticem Glasgow, zainteresowanie nim wyrażały także niemieckie Werder Brema i Borussia Dortmund. W lidze greckiej zadebiutował w pojedynku przeciwko Asteras Tripolis, a pierwszego gola strzelił w wygranym 2:1 spotkaniu z PAOK-iem Saloniki. W sezonie 2010/2011 rozegrał dziesięć meczów, jednak zła atmosfera w klubie oraz częste zmiany trenerów spowodowały, że Puri postanowił przenieść się do innego zespołu.
28 stycznia 2011 roku Puri został wypożyczony na pół roku z opcją transferu definitywnego na kolejne trzy sezony do Korony Kielce. Zadebiutował w niej 26 lutego w zremisowanym 1:1 meczu przeciwko Zagłębiu Lubin. W pierwszych trzech wiosennych spotkaniach był jej podstawowym graczem, w pojedynku z Polonią Bytom zdobył gola, przyczyniając się do remisu 3:3. Później jednak utracił miejsce w podstawowym składzie. Po zakończeniu rundy władze klubu zadecydowały, że zawodnik nie pozostanie w kieleckim zespole.
W lipcu 2011 roku został wypożyczony na rok do węgierskiego Lombardu Pápa.

## Kariera reprezentacyjna
Sander Puri jest juniorskim i młodzieżowym reprezentantem swojego kraju. W kadrze A zadebiutował 30 maja 2008 roku w meczu przeciwko Łotwie, rozegranym w ramach turnieju Baltic Cup. Pierwszego gola strzelił 22 listopada tego samego roku w pojedynku z Litwą. Wraz ze swoją reprezentacją brał udział w kwalifikacjach do Mistrzostw Świata w RPA. Był podstawowym zawodnikiem i zagrał w siedmiu meczach. W spotkaniu z Armenią strzelił zwycięskiego gola do swojego kraju.